# Trigonotis longiramosa
Trigonotis longiramosa är en strävbladig växtart som beskrevs av Wen Tsai Wang. Trigonotis longiramosa ingår i släktet Trigonotis och familjen strävbladiga växter. Inga underarter finns listade i Catalogue of Life.